# Goundafa

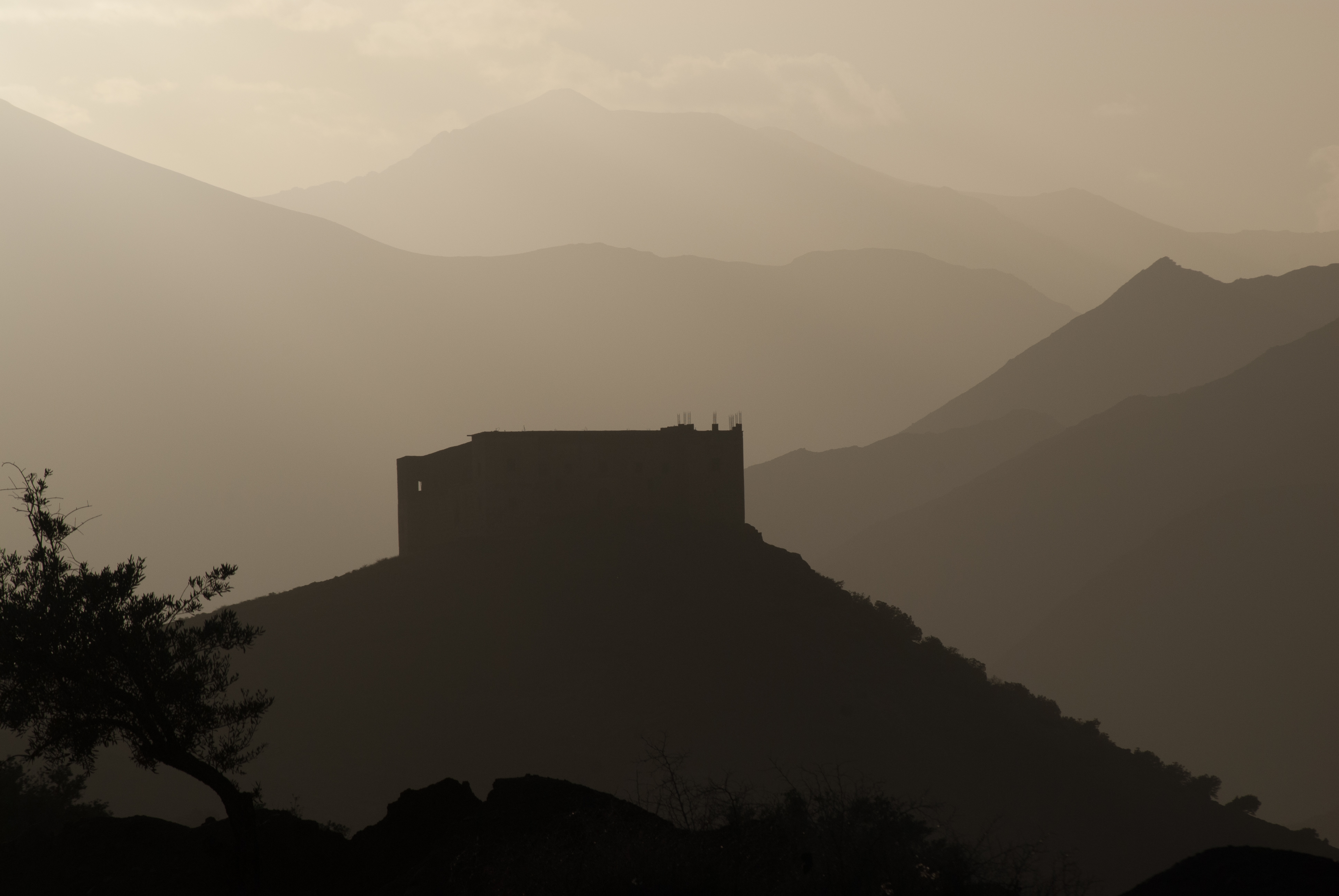
Kasbah der Goundafa im Nfiss-Tal nahe Ijoukak, Marokko

Die Goundafa sind ein Berberstamm, der im ausgehenden 19. und beginnenden 20. Jahrhundert große Gebiete im Südwesten Marokkos kontrollierte.

## Geschichte
Wahrscheinlich aus dem westlichen Anti-Atlas stammend, übersiedelten Teile des Stammes im 19. Jahrhundert in das Nfiss-Tal an der Westseite des Toubkal-Massifs. Hier brachten sie es durch die Kontrolle des Tizi n’Test-Passes zu einem hohen Maß an wirtschaftlicher und politischer Unabhängigkeit sowohl von der Zentralgewalt des Sultans als auch vom Glaoua-Clan, der im Süden und Südosten Marokkos die bedeutendste Rolle spielte. Erst um 1875 unterwarf sich ihr damaliger Stammesführer Si Ahmed n’Aït Lhassen nominell dem seit 1873 regierenden Sultan Mulai al-Hassan I.; faktisch jedoch blieb der Stamm in der Region weitgehend autark. Nach dem Tod von Si Ahmed (1885) dehnte sein Sohn Si Tayyeb das Einflussgebiete der Goundafa auch über Teile der südwestlich gelegenen und sehr fruchtbaren Souss-Ebene aus. Zu Beginn der Protektoratszeit (1912) erhielt er von den Franzosen den Titel „Pascha von Tiznit“ und damit die Kontrolle über den gesamten Souss.
Während der Jahre ihrer Dominanz erbauten die Goundafa im Nfiss-Tal und oberhalb der Souss-Ebene mehrere auf Anhöhen gelegene Festungen (kasbahs), darunter den Agadir n’Gouf bei Ijoukak sowie die Kasbah von Tagoundaft (Fotos → Weblinks).